# Олин (Ајова)
Олин (енгл. Olin) град је у америчкој савезној држави Ајова. По попису становништва из 2010. у њему је живело 698 становника.

## Демографија
Према попису становништва из 2010. у граду је живело 698 становника, што је -18 (-2.5%) становника више него 2000. године.
| Група             | 2000.       | 2010.       |
| Белци             | 695 (97,1%) | 669 (95,8%) |
| Афроамериканци    | 3 (0,4%)    | 8 (1,1%)    |
| Азијати           | 0 (0,0%)    | 7 (1,0%)    |
| Хиспаноамериканци | 9 (1,3%)    | 11 (1,6%)   |
| Укупно            | 716         | 698         |